# ノイデナウ
ノイデナウ (ドイツ語: Neudenau, ドイツ語発音: [ˈnɔ‿ydəna‿u]) は、ドイツ連邦共和国バーデン＝ヴュルテンベルク州ハイルブロン郡に属す郡所属市。シュトゥットガルト大都市圏の辺縁部にあたる。

## 地理

### 位置
ノイデナウは、ハイルブロン郡北東部のヤクスト川沿いに位置する。

### 隣接する市町村
ノイデナウに隣接する市町村は、北から時計回りに、ビリヒハイム（ネッカー＝オーデンヴァルト郡）、メックミュール、ハルトハウゼン・アム・コッハー、バート・フリードリヒスハル、グンデルスハイム（以上、ハイルブロン郡）である。

### 市の構成
ノイデナウは、ノイデナウ地区の他、ヘルボルツハイム、クレスバッハ、ライヒェルツハウゼン、ジクリンゲンの各地区からなる。

## 歴史
ノイデナウは、13世紀にデュルン家によって創設された。1364年にマインツ選帝侯領となると1802年までこれに属した。1803年にノイデナウはライニンゲン＝ノイデナウ伯の所領となるが、ライン同盟により神聖ローマ帝国が崩壊すると、1806年にバーデン大公国領となった。ここでは、モスバッハ郡に属した。
ヘルボルツハイムからは7世紀の遺物が出土している。9世紀にはロルシュ文書中に Heribotesheim として文献に登場している。ヘルボルツハイムは、1361年にマインツ選帝侯領となり、後はノイデナウと同様の変遷をたどった。
ジクリンゲンは、8世紀から9世紀に、初めて文献上で言及されている。800年頃にはこの地はフルダ修道院領であったが、1309年にヴァインスベルク家の所領となった。1445年にはプファルツ選帝侯領となり、さらに1504年にヴュルテンベルク公領となった。ジクリンゲンはオーバーアムト・ネッカーズルムに属し、後にハイルブロン郡の所属となった。
1973年からノイデナウとヘルボルツハイムもハイルブロン郡に編入された。1975年1月1日にノイデナウとヘルボルツハイムおよびジクリンゲン（クレスバッハとライヒェルツハウゼンを含む）が合併し、新たなノイデナウ市が発足した。

### 宗教
ノイデナウ地区とヘルボルツハイム地区の住民はカトリック信者が多くそれぞれ聖ラウレンティウス教会、聖キリアン教会と独自の教会組織を有している。ジクリンゲンにはプロテスタント信者が多い。

## 行政

### 市議会
ノイデナウ市議会選挙は、19議席からなる。
ヘルボルツハイム地区は、独自の地区議会を有する。

### 紋章と旗
図柄: 赤地に8本スポークの水車の輪。
市の色は白-赤である。
水車の輪は、長くノイデナウを治めたマインツ選帝侯に由来し、6本スポークのいわゆるマインツァー・ラートを8本スポークに変形したものである。ノイデナウの印章として最も古いものとしては、15世紀のものがある。

## 文化と見所

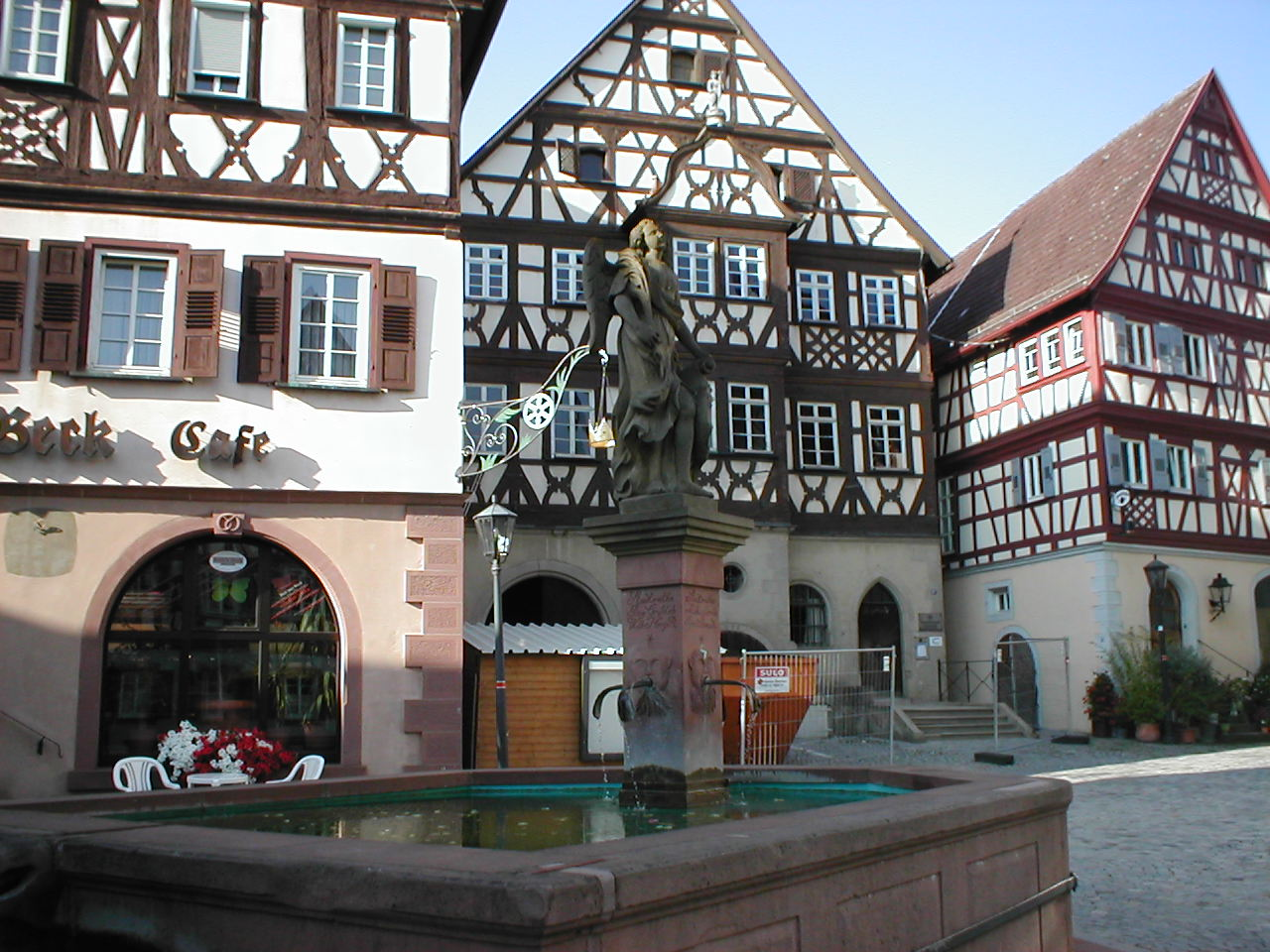
ノイデナウのマルクト広場の泉と市役所

### 建築
ノイデナウのマルクト広場は、木組み建築に囲まれている。その中には1587年建造の市役所があり、その右隣の建物は1631年建造である。マルクト広場の泉は1828年と1991年に修復が成されている。
13世紀に建てられたノイデナウ城は、1802年までマインツ宮廷の役所が置かれていたが、その後、市が買い取り、1872年から1961年までは学校として、1933年から現在まで博物館としても利用されている。聖ラウレンティウス教区教会は、古い様式の教会建築で、1472年建造の後期バロック様式の堂に、以前の教会のゴシック様式の塔が付属する形になっている。
ノイデナウの旧市街全域では、16世紀にまで遡る歴史的な木組み建築が見られ、防衛用の塔を持つ中世の市壁も遺されている。旧市街の外には、毎年馬の巡礼(Gangolfsritt) が行われ、歴史的な蹄鉄をつけて飾られた入り口を持つ、ロマネスク様式のガンゴルフ礼拝堂がある。

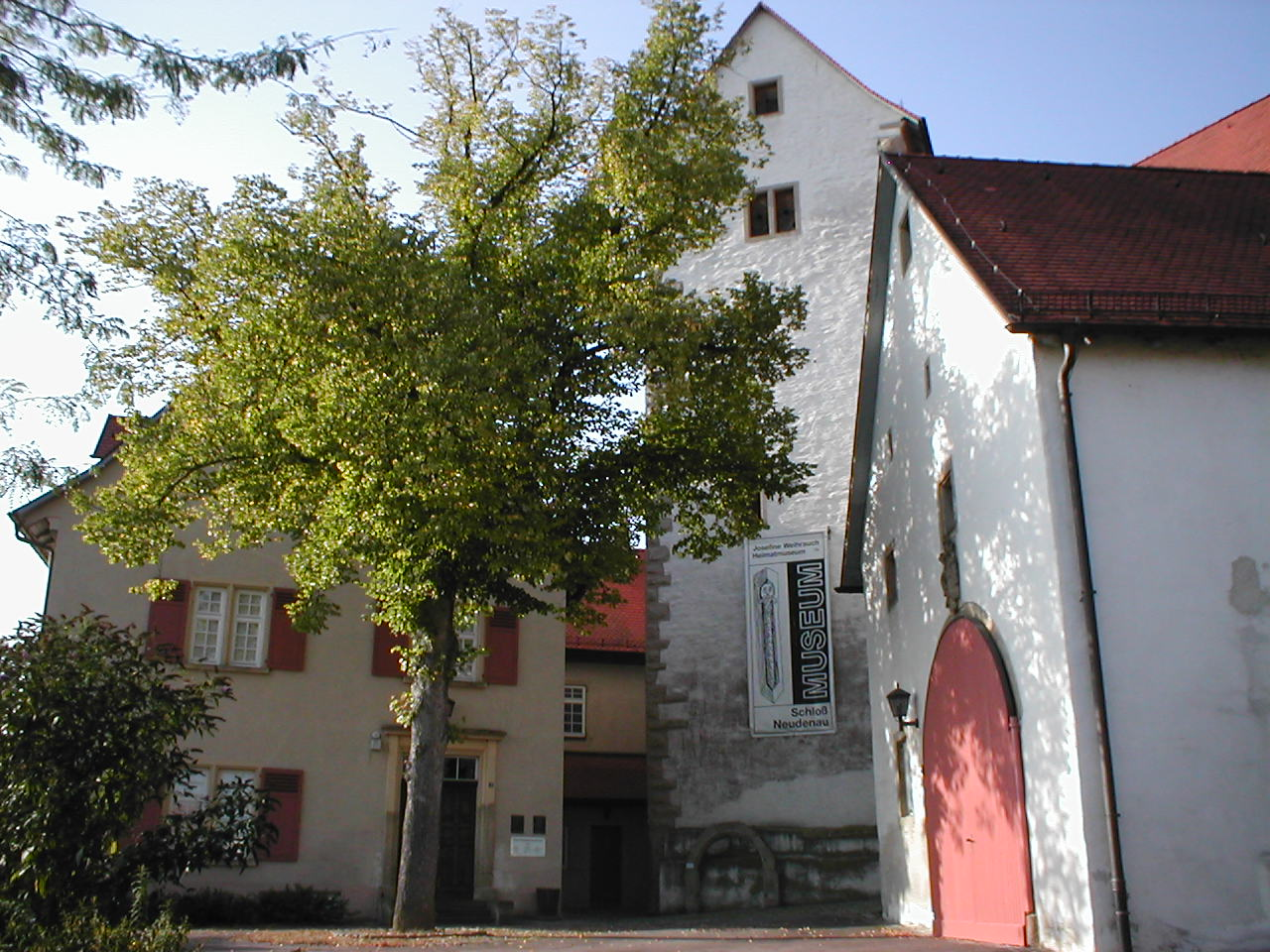
ノイデナウ城
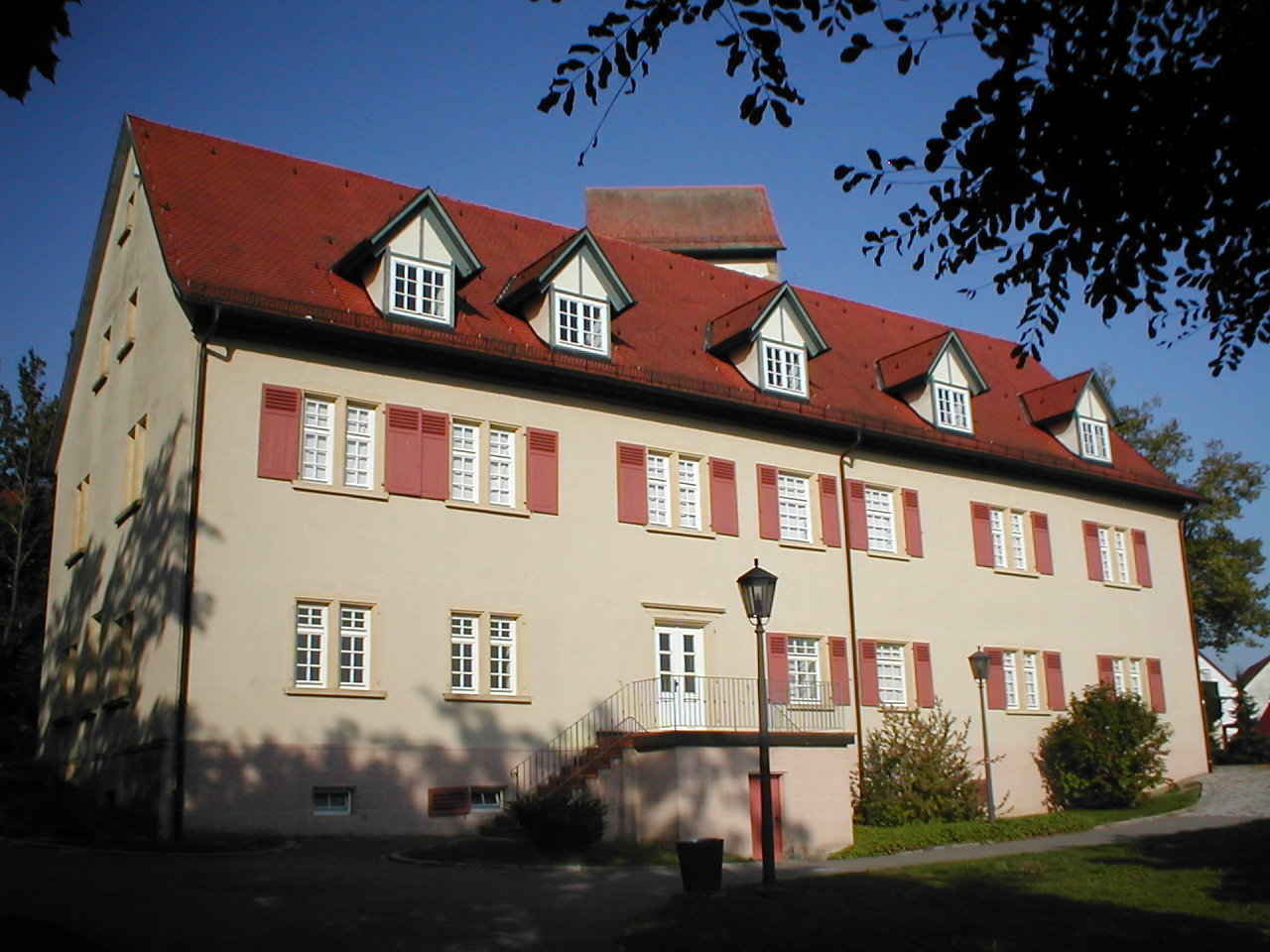
ノイデナウ城の主館
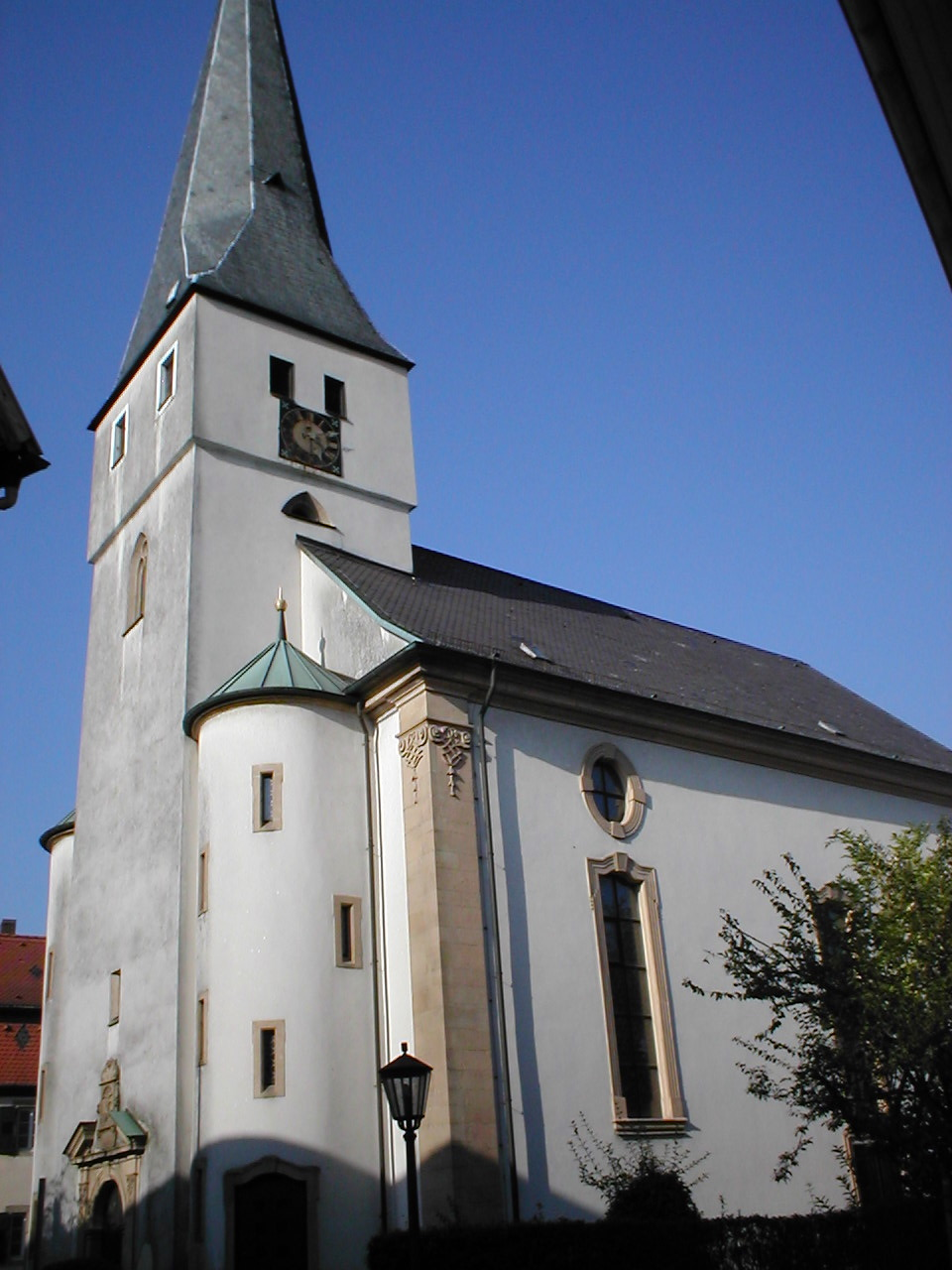
聖ラウレンティウス教区教会
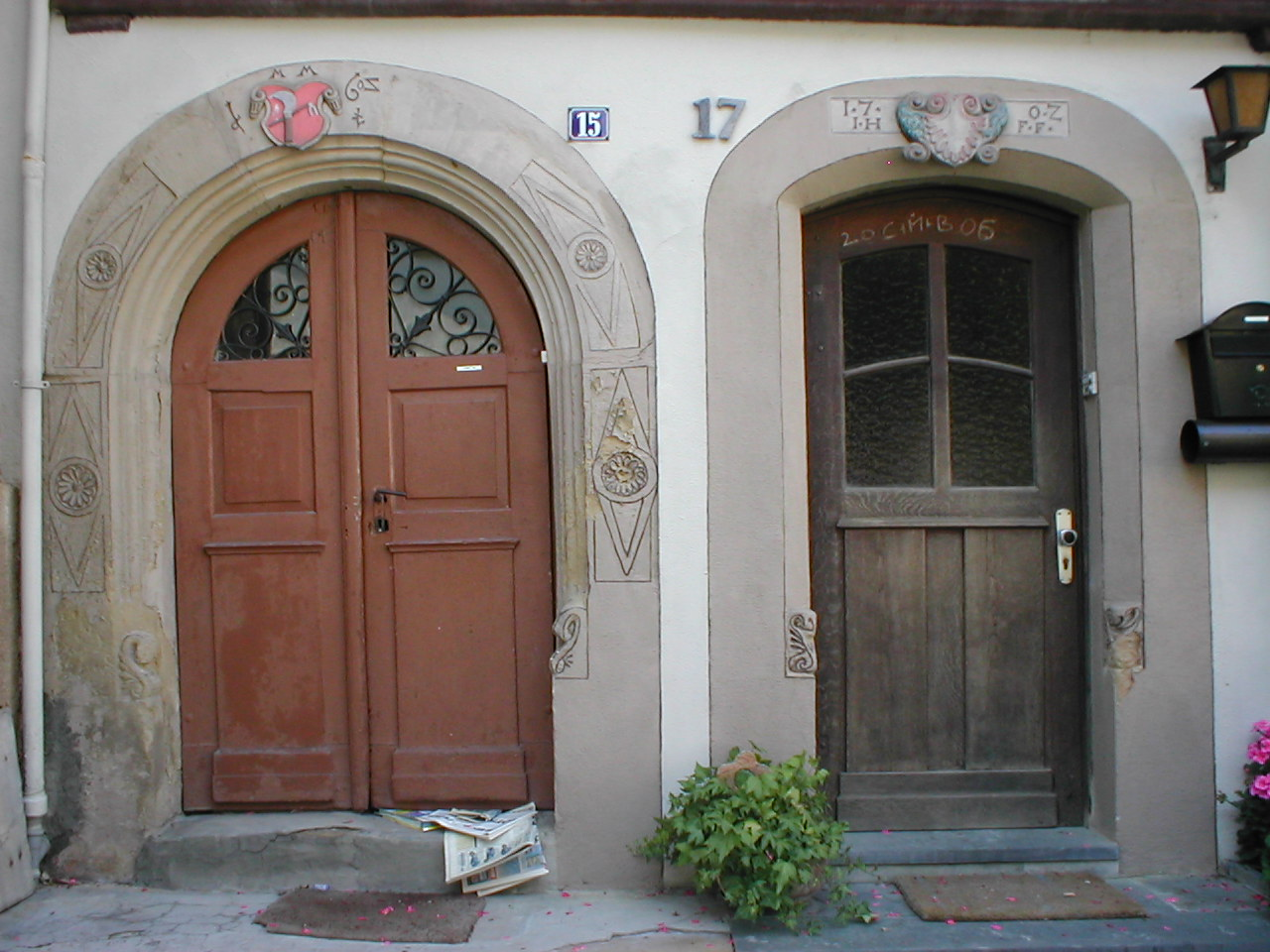
歴史的な民家の入り口。向かって左は1604年、右は1702の建築である。
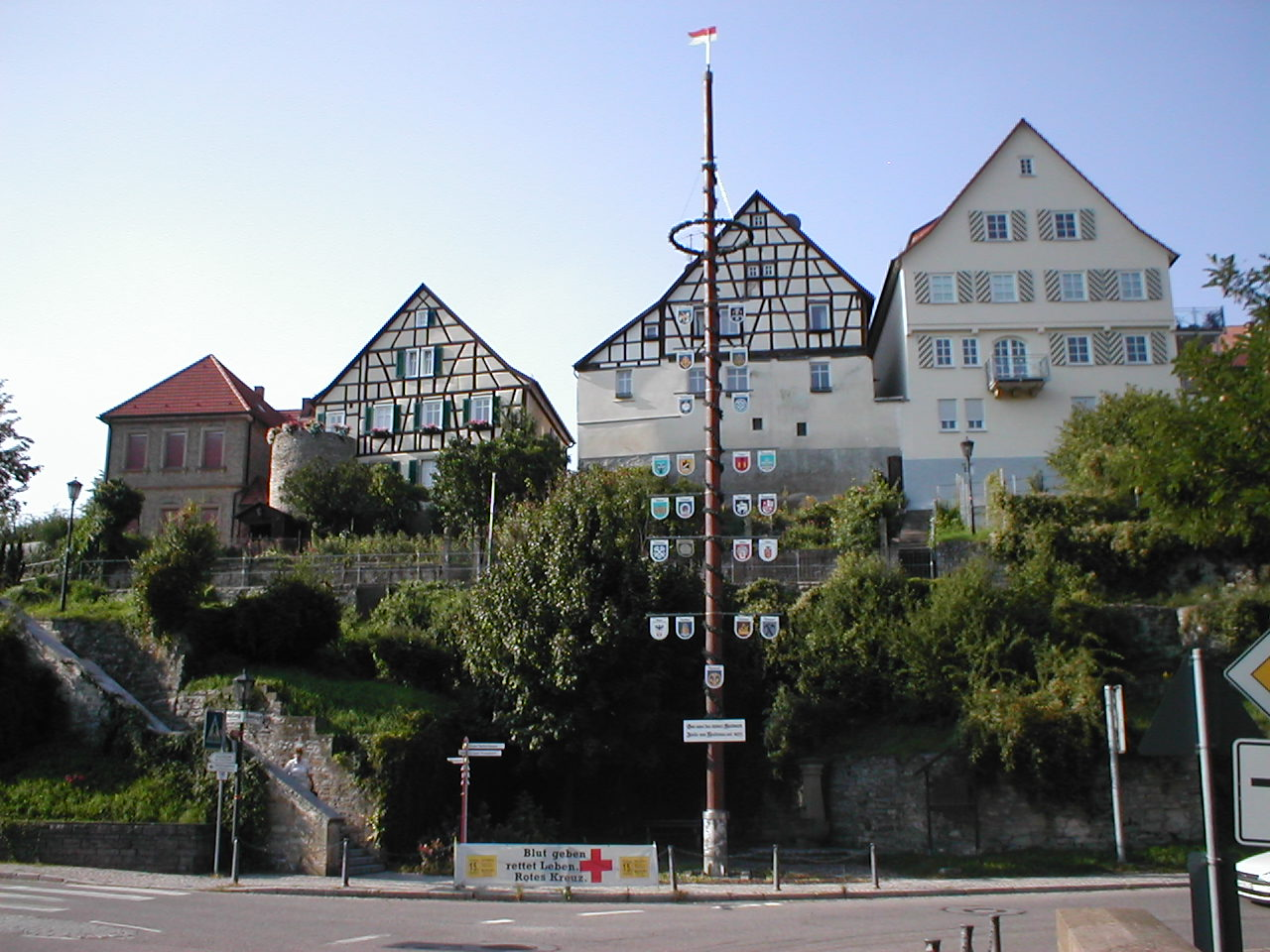
市壁の遺構
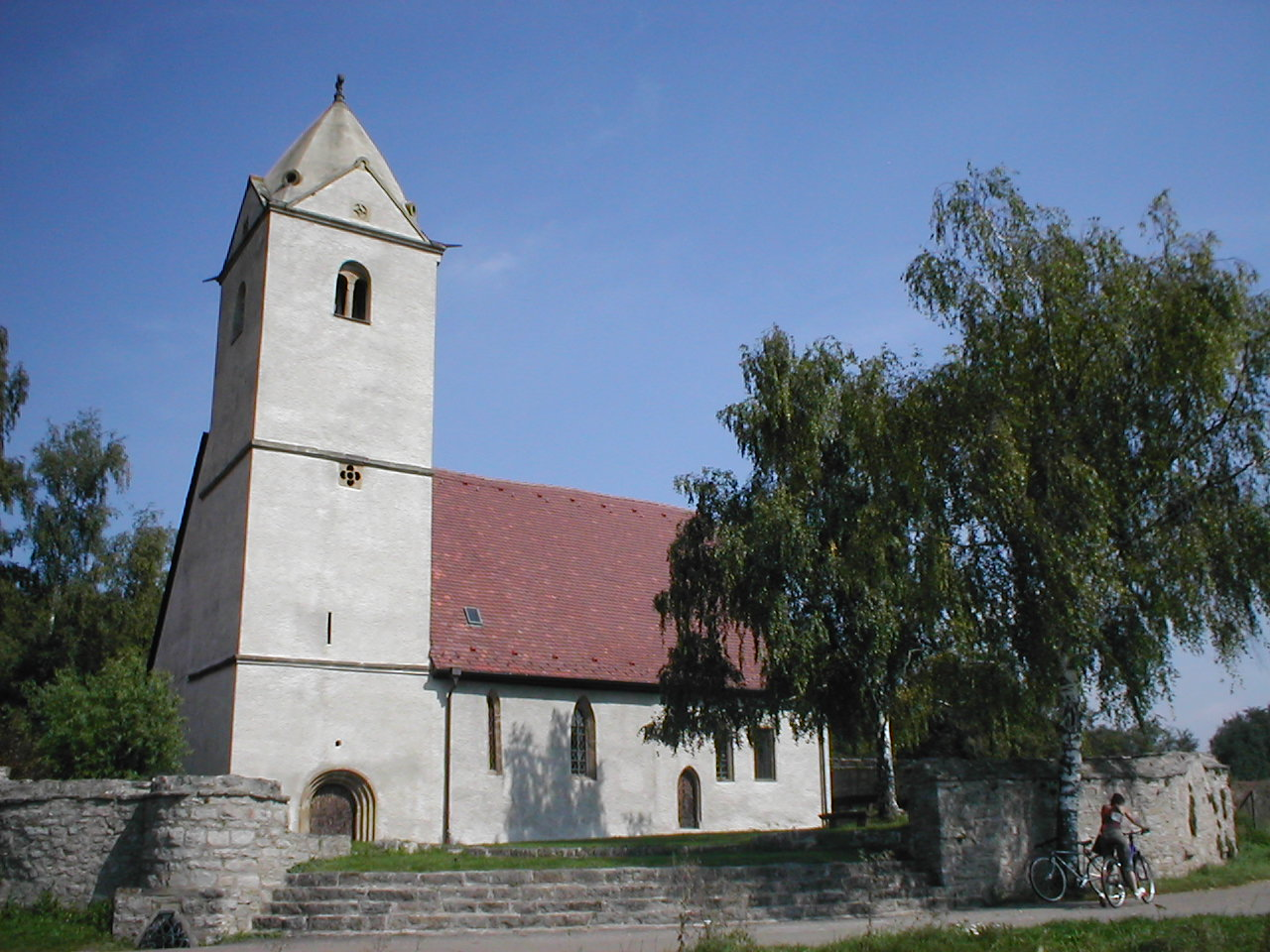
ガンゴルフ礼拝堂
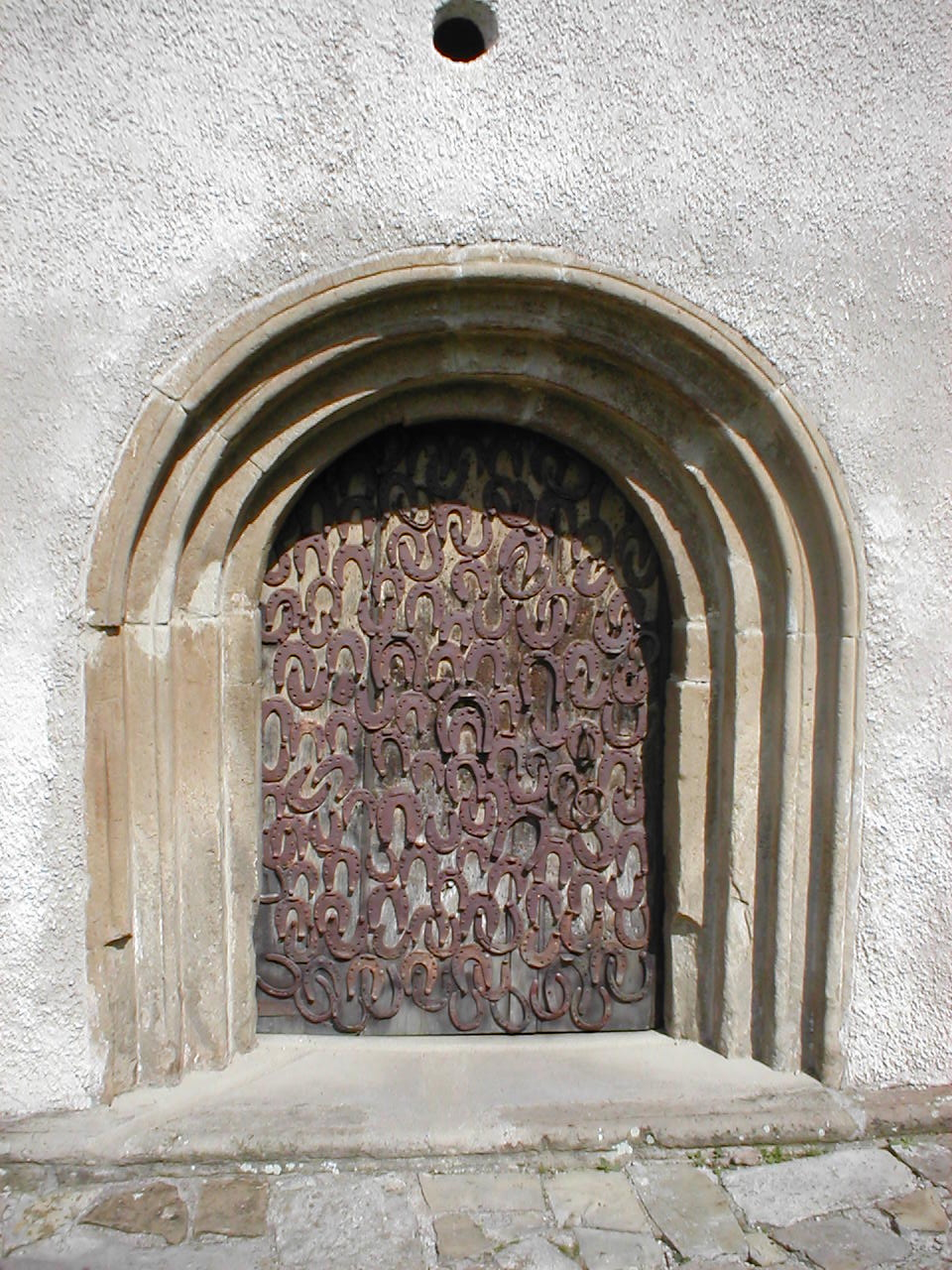
ガンゴルフ礼拝堂の蹄鉄で飾られた入り口
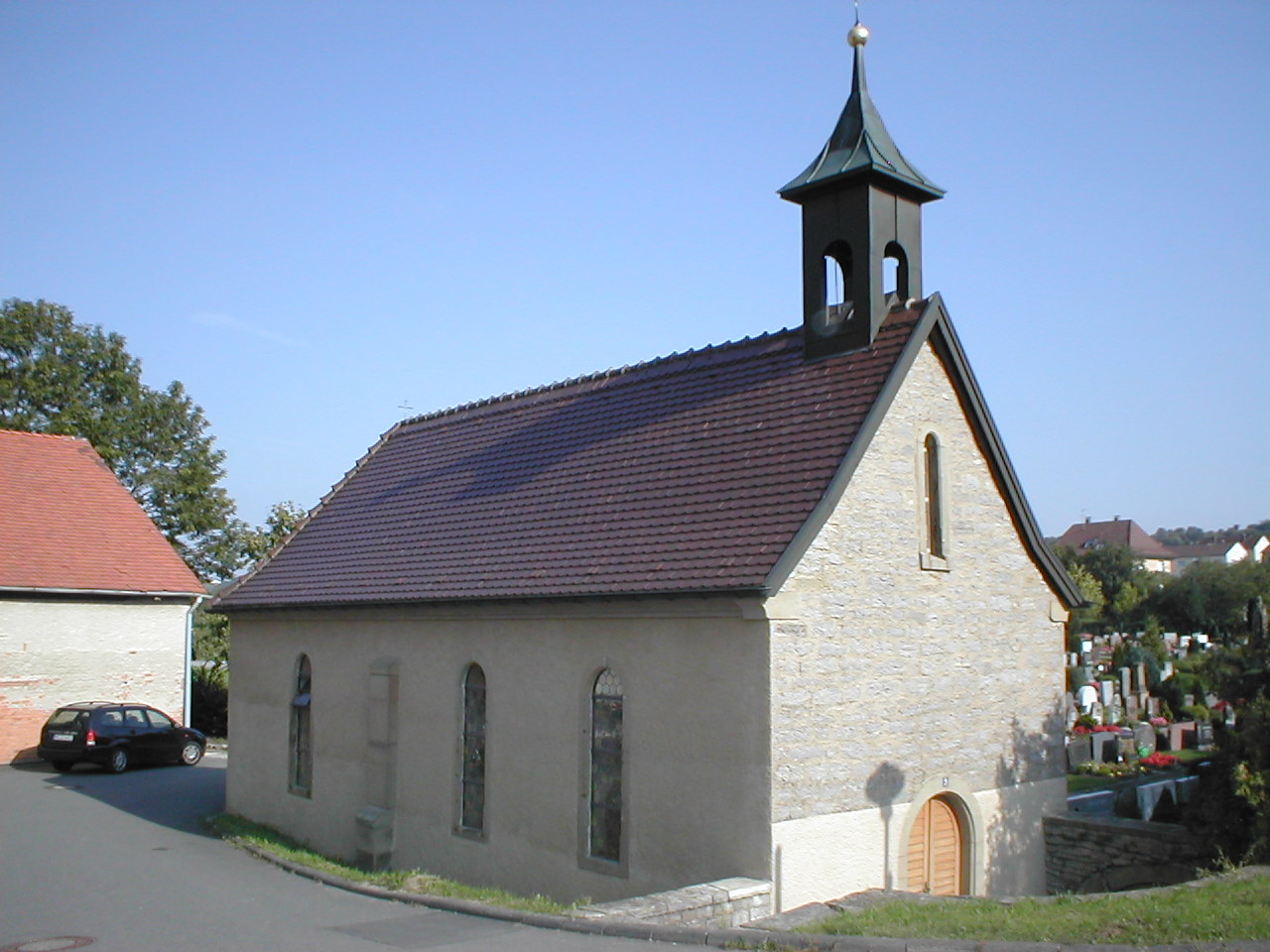
墓地礼拝堂

### 博物館
ノイデナウ城内にあるヨゼフィーネ・ヴァイフラウフ郷土博物館では、この町や地方の歴史について展示がなされ、夏には企画展示も行われる。

### 年中行事
ノイデナウは、5月の第2日曜日に行われる騎馬行列、いわゆるGangolfsrittで知られている。毎年、6月初めには、"Gässlesmarkt"と呼ばれる酒のフェスティバルが開催される。

## 経済と社会資本
ノイデナウとその市区は、ヴュルテンベルク・ワインのコッハー＝ヤクスト＝タウバー地方コッハーベルク大地区に属すワイン町である。

### 交通

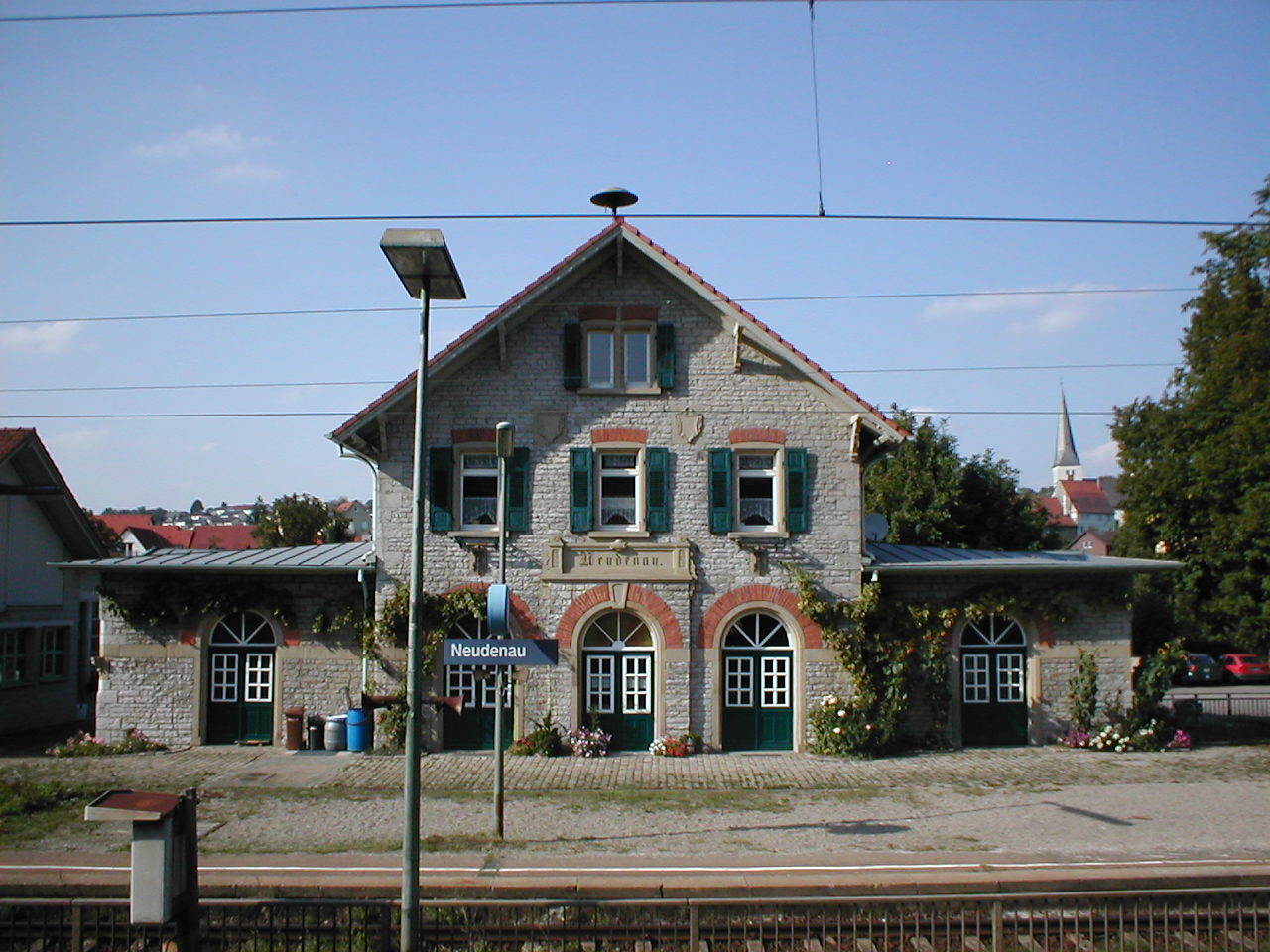
ノイデナウ駅

ノイデナウには、シュトゥットガルトからヴュルツブルクを結ぶフランケン鉄道沿いに、ヘルボルツハイム、ノイデナウ、ジクリンゲンの3つの駅がある。これらの駅では、ほぼ1時間毎にハイルブロン方面やオスターブルケン方面への近距離列車が発着する。アウトバーンA81号線のメックミュール・インターチェンジまでは、約8kmの距離である。

## 人物

### 出身者
- カロラ・ローゼンベルク＝ブルーメ（1899年 - 1987年）女性教育問題研究家
- ベルンハルト・ロット（1950年 - ）プファルツ - フランケン地方の方言研究家、作家、教師。

## 引用
1. ↑  Statistisches Landesamt Baden-Württemberg – Bevölkerung nach Nationalität und Geschlecht am 31. Dezember 2023 (CSV-Datei)
2. ↑  Max Mangold, ed (2005). Duden, Aussprachewörterbuch (6 ed.). Dudenverl. p. 579. ISBN 978-3-411-04066-7